# Edward FitzGerald (regatista)
Edward FitzGerald es un deportista británico que compitió en vela en la clase 49er. Ganó una medalla de bronce en el Campeonato Europeo de 49er de 2012.

## Palmarés internacional
| \| Campeonato Europeo \| Campeonato Europeo \| Campeonato Europeo \| Campeonato Europeo \| \| Año \| Lugar \| Medalla \| Clase \| \| ------------------ \| ----------------------- \| ------------------ \| ------------------ \| \| 2012 \| Riva del Garda (Italia) \| Medalla de bronce \| 49er \| |                         |                   |       |
| Campeonato Europeo |                         |                   |       |
| Año | Lugar                   | Medalla           | Clase |
| 2012 | Riva del Garda (Italia) | Medalla de bronce | 49er  |